# Škoda 1435 Cs 500
Der Typ 1435 Cs 500 war eine Baureihe normalspuriger Tenderlokomotiven, die von den Škodawerken in Pilsen ab 1941 für den schweren Rangierdienst in Industriebetrieben gebaut wurden. In der Nomenklatur von Škoda werden die Lokomotiven heute als Typ 51 Lo geführt.

## Geschichte
Der Typ Cs 500 wurde entwickelt, als nach Beginn des Zweiten Weltkrieges in der Hüttenindustrie des Deutschen Reiches großer Bedarf an leistungsfähigen und robusten Lokomotiven für den innerbetrieblichen Verschub bestand. Im Jahr 1941 wurden in zwei Serien insgesamt 29 Lokomotiven gebaut, die für Kunden im Mährisch-Schlesischen Industriegebiet, aber auch im sog. „Altreich“ vorgesehen waren. Allein sechs Maschinen erhielten die Witkowitzer Eisenwerke bei Mährisch Ostrau. Vier Maschinen kamen zur Werksbahn der Škodawerke.
Nach dem Zweiten Weltkrieg baute Škoda weitere Lokomotiven für Industriebetriebe in der wiedererrichteten Tschechoslowakei, die in zwei Bauserien in den Jahren 1948 und 1950 ausgeliefert wurden.
In Tschechien blieben zwei Lokomotiven museal erhalten, mindestens drei weitere wurden als Denkmal aufgestellt.
Die Lokomotive mit den Fabriknummer 2475 wurde 1950 für die Werksbahn der Škodawerke gebaut. In den 1960er Jahren an eine Chemiefabrik in Sokolov verkauft, gelangte sie 1986 in den  Bestand des Heimatmuseums in Nymburk. Heute befindet sie sich in der Obhut des Vereins Výtopna Zlíchov in Prag.
Museal erhalten blieb zudem eine Lokomotive, die 1950 an die Spojené ocelárny n.p. Kladno (SONP Kladno) geliefert worden war. Als Nr. 29 kam sie auf der dortigen Industriebahn zum Einsatz. Sie gehört heute zum Bestand des Eisenbahnmuseums in Lužná u Rakovníka.
Denkmallokomotiven stehen in Ostrava vor dem Bergbaumuseum und der Nová huť sowie in Lupěné auf dem infolge Neutrassierung aufgelassenen, zum Radweg umgewidmeten Bahnkörper der Bahnstrecke Česká Třebová–Olomouc.

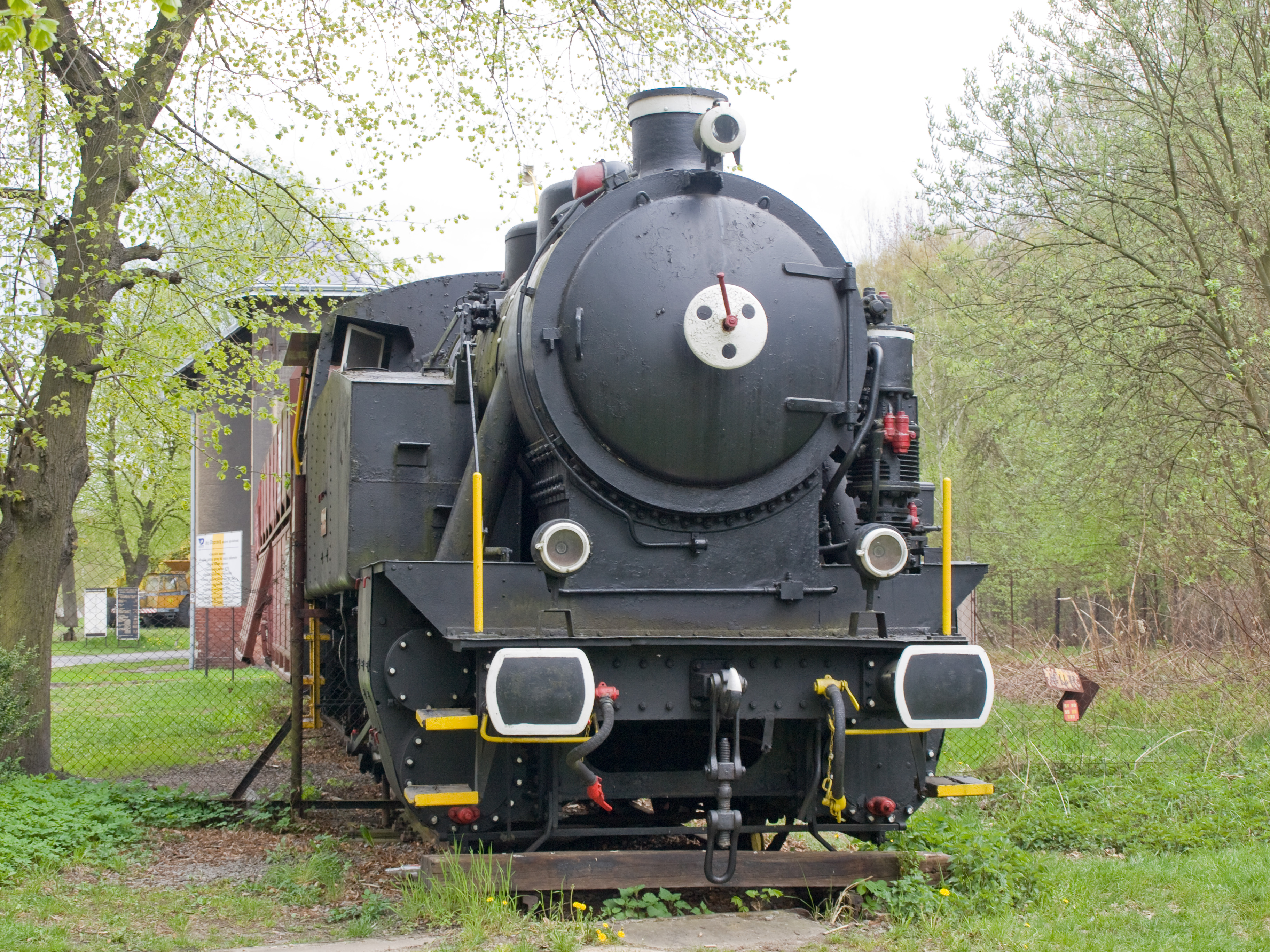
Denkmallokomotive vor dem Bergbaumuseum Ostrava
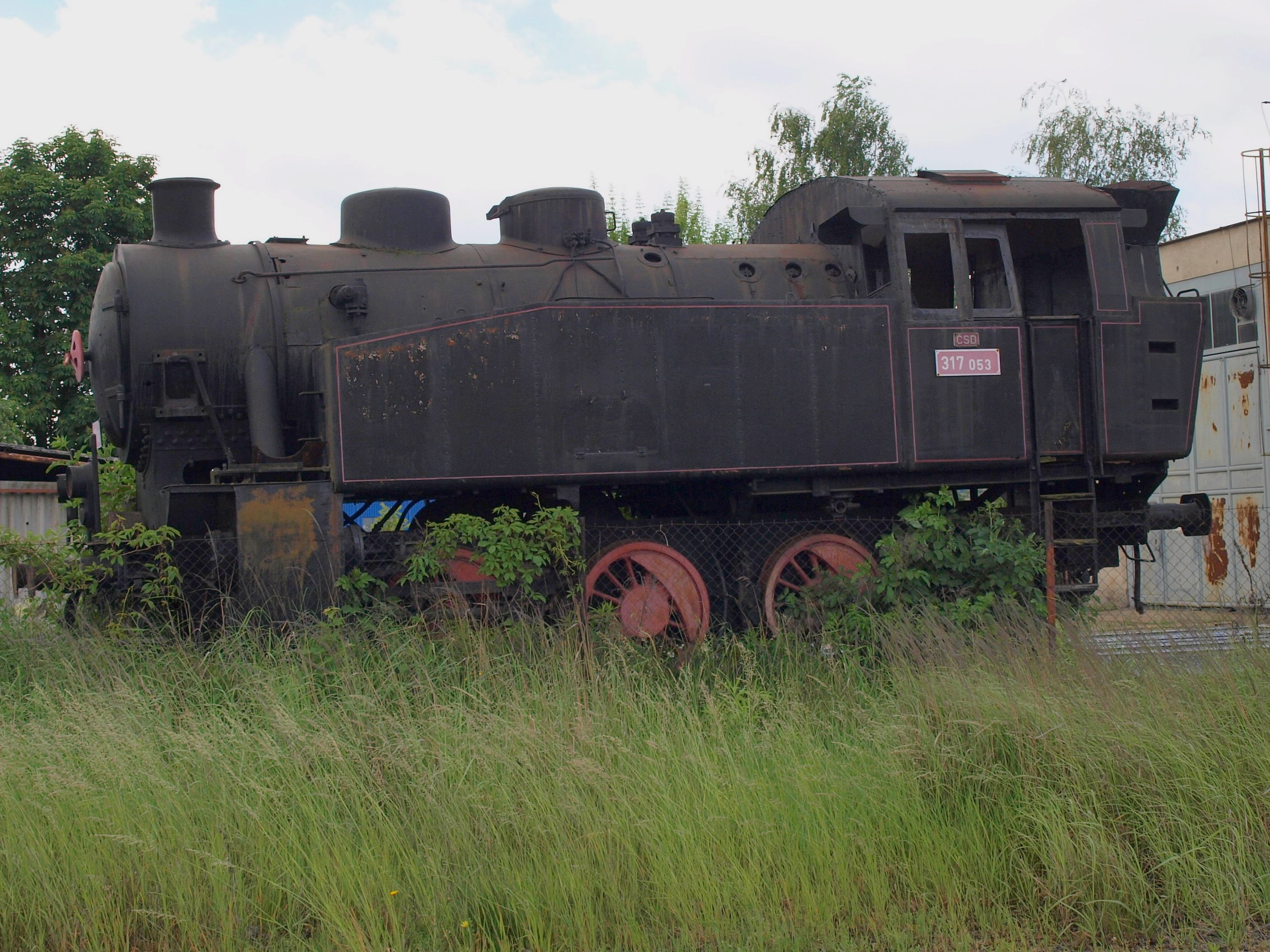
Die Denkmallokomotive in Lysá nad Labem steht heute in Lupěné

In Deutschland blieb eine Lokomotive des ersten Bauloses erhalten, die 1941 mit der Fabriknummer 1333 an die Berliner Firma Georg Jänsch geliefert worden ist. Nach einem Einsatz bei der Doggererz AG in Blumberg/Baden kam sie noch während des Krieges zur Dillinger Hütte. Seit 1972 ist sie als Denkmal am Bahnhof Bundenthal-Rumbach aufgestellt.